# Virgaviridae
Famille
Genres de rang inférieur
- Furovirus
- Hordeivirus
- Pecluvirus
- Pomovirus
- Tobamovirus
- Tobravirus

Les Virgaviridae sont une famille de  phytovirus à ARN  à simple brin à polarité positive.
Ces virus sont rattachés à la classe IV de la classification Baltimore. 
Cette famille a été créée en 2008 pour regrouper six genres jusqu'alors non rattachés à une famille. Elle regroupe tous les virus de plantes en bâtonnets, à l'exception du genre Benyvirus dont les membres sont plus éloignés selon l'analyse phylogénétique de la polymérase, et différents par leur génome polyadénylé. Le nom de la famille est dérivé du latin virga, « baguette », en référence à la forme des particules virales.
Le génome est selon les genres mono-, bi- ou tripartite. 
Les virions sont constitués d'une capside non-enveloppée, en forme de bâtonnet à symétrie hélicoïdale, d'un diamètre de 20 nm environ.
La famille des Virgaviridae comprend les six genres suivants :
- Furovirus ; espèce-type : virus de la mosaïque du blé
- Hordeivirus ; espèce-type : virus de la mosaïque striée de l'orge
- Pecluvirus ; espèce-type : virus du rabougrissement de l'arachide
- Pomovirus ; espèce-type : virus de la fasciation de la pomme de terre
- Tobamovirus ; espèce-type : virus de la mosaïque du tabac
- Tobravirus ; espèce-type : virus du rattle du tabac

La transmission de ces virus se fait par diverses voies qui diffèrent selon les genres : par simple contact entre plantes, par inoculation mécanique (réalisée expérimentalement chez tous les genres), par des nématodes, par des champignons ou par les graines.
La famille a globalement une large gamme de plantes-hôtes mono- et dicotylédones, mais la gamme d'hôtes de chacun des virus est généralement assez restreinte. 

## Référence biologique
- (en) ICTV : Virgaviridae  (consulté le 1er février 2021)